# 헤이조촌
헤이조촌(平城村)은 나라현 북서부, 이코마군에 속해있던 촌이다. 현재의 나라시 북부에 해당한다.

## 역사
- 1889년 4월 1일 - 정촌제 시행에 의해 소에지모군 미아토촌이 성립하였다.
- 1896년 4월 1일 - 군제 시행에 의해 이코마군으로 변경되었다.
- 1951년 3월 15일 - 나라시에 편입해 소멸하였다.

## 지역
- 우타히메(うたひめ)
- 미사사기(みささぎ)
- 아시쿠마(おしくま)
- 나가야마(なかやま)
- 아키시노(あきしの)

## 교통

### 철도
- 나라전기철도 (현 긴테쓰 교토선)

현재는 긴테쓰 교토선에 다카가하라역, 긴테쓰 게이한나선(2006년 개통)에 가쿠켄 나라토미가오카역이 각각 구무라 지역에 위치하고 있지만, 당시에는 미개통 상태였다. 

### 도로
- 국도도 지정지방도(현 주요 지방도)도 없었다.